# 임페투스
물리학사에서, 임페투스(라틴어: impetus)란 물체의 운동을 나타내는 값의 일종으로, 운동량의 원시적 개념이라고 평가받고 있다. 이 값은 (입자수)X(기본입자의 물질량)X(속도)로 쓸 수 있고 이것은 오늘날 쓰는 운동량의 식과 같다. 먼 과거의 아리스토텔레스 학문을 의심하던 학자들은 ‘숨은 힘의 덩어리’가 있다고 생각하여 12세기 중엽 알페트라기우스는 이 덩어리를 임페투스라 명한다. 임페투스의 개념은 14세기에 발달하는데, 프랑스의 철학자 장 뷔리당은 임페투스가 물체의 질량과 속도에 관련있는 값이라고 생각하고 자유낙하운동에 적용시키려 노력했다.

임페투스 이론에 의해 그려지는 세 단계의 궤적

이렇게 화려하게 꽃 핀 임페투스 개념은 이에 대해 의심하는 사람이 점점 생겨나면서 거짓이라는 말이 생겨나고 있었다. 그리고 기계론의 탄생과 함께 새로운 과학적 물결을 따라가지 못한 임페투스 개념은 폐기되고 만다. 그러나 임페투스 역학은 아리스토텔레스의 사상을 붕괴시켰을 뿐만 아니라 사람들이 자연현상을 수학적으로 나타낼 수 있도록 기초를 쌓아주는 역할을 하였다. 이러한 기초는 훗날 16, 17세기에 발생한 과학혁명에도 적지 않은 영향을 끼쳤다.

## 임페투스의 역사

### 필로포누스
필로포누스(Johannes Philoponus)는 6세기 경에 발달했던 임페투스 개념(그러나 아직 임페투스라고 불리는 것은 아니었다)을 기반으로 하는 기동력설(impetus hypothesis)의 대표적인 인물로 외부의 원인이 있어야만 운동할 수 있다는 아리스토텔레스의 이론에 의문을 품었다. 아리스토텔레스는 포물선 궤적을 그리는 물체의 운동은 공기의 아래 혹은 위로 미는 작용에 의한 것이라고 주장했다. 당시에는 중력이나 양력과 같은 개념이 존재하지 않았기 때문에 공기에 의존한 설명을 할 수 밖에 없었다. 또한 그의 생각은 어떤 물체를 던졌을 때 그 물체가 손으로부터 받은 힘이 물체의 운동을 유지해준다는 아이디어와 모순을 가지고 있었다. 필로포누스는 이러한 아이디어를 기반으로 하여 충돌이 힘을 전달하는 현상이라는 생각에까지 도달하게 되고, 이것은 원시적인 관성의 이론까지 도달할 수 있었다. 그러나 6세기에는 중력이라는 개념이 존재하지 않았고, 이에 따라 필로포누스의 기동력설은 아리스토텔레스주의의 권위에 굴복하며 역사속으로 자취를 감추었다

### 이븐 시나
필로포누스가 잊혀지고 난 이후, 11세기에 임페투스의 개념을 다시 꺼내든 사람이 있었다. 페르시아의 이븐 시나는 아리스토텔레스의 이론을 기반으로 하여 물체의 운동의 원동력이 그 물체에 속하지 않는다고 생각했다. 그러나 그는 아리스토텔레스와 달리 공기가 물체의 운동의 매질인 것이 아니라 운동을 방해하는 요소라고 여겼다. 이 때 공기가 저항하는 '숨은 힘의 덩어리'를 가정하였는데, 이것은 12세기 중엽에 알비트루지(라틴어: Alpetragius 알페트라기우스[*], 아랍어: أبو اسحقالبطروجي)가 임페투스라고 명명했다. 임페투스라는 단어는 여기로부터 나온 말이다. 임페투스는 물체 운동의 원동력을 둘러싼 논쟁에서 해답이 되어주었고, 모든 종류의 강압 운동에 내재하는 힘의 덩어리라는 정의를 얻게 되었다. 임페투스는 영원불멸하며 물체에 귀속되지 않기 때문에 충돌 등에 의하여 전파되지는 않는다.

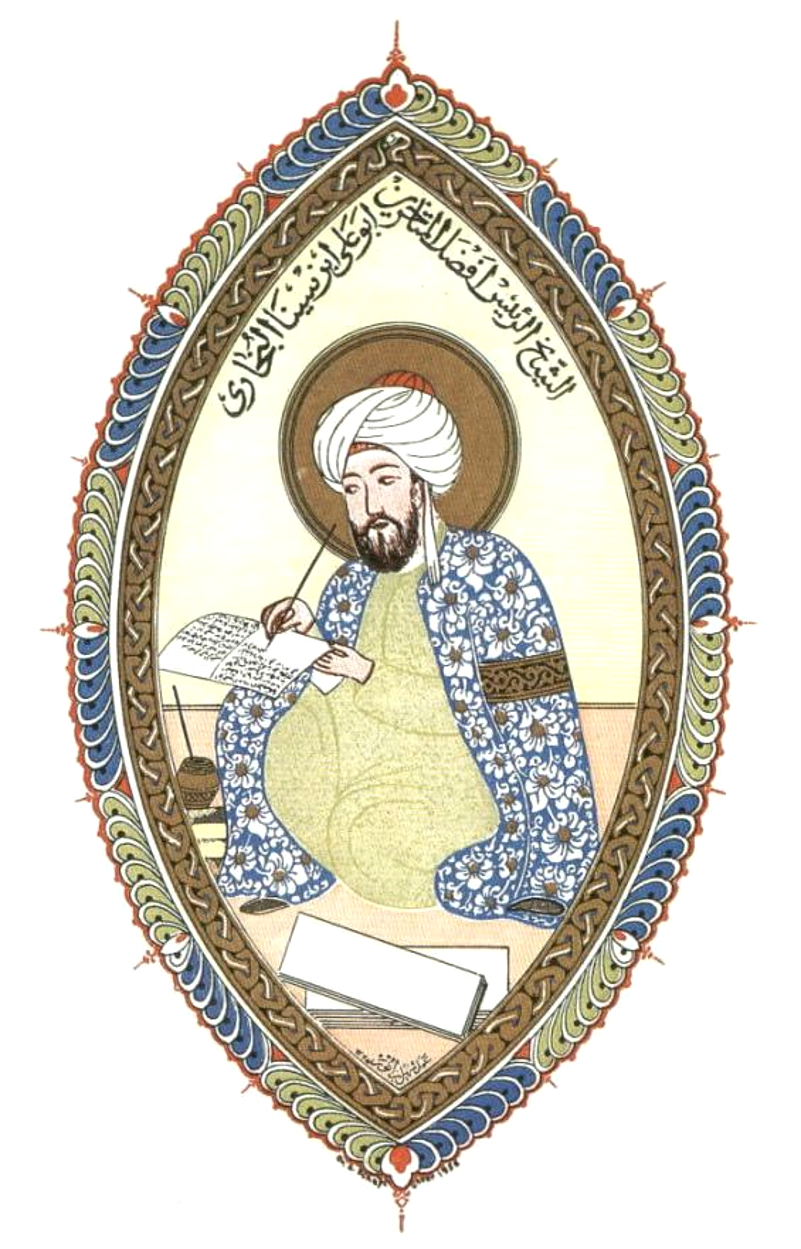
페르시아의 철학자 아비센나

### 뷔리당
14세기 프랑스의 철학자 장 뷔리당(Jean Buridan)은 임페투스 개념을 운동 현상을 설명하는데 능동적으로 활용하기 시작했고, 그것의 예가 바로 낙하운동이다. 그는 오늘날 운동량에 해당하는 정의를 유도해내어 질량이 무거울수록, 속도가 빠를수록 힘의 덩어리의 크기가 크다는 아이디어를 생각해내었다. 14세기는 임페투스의 시기였고 많은 운동들은 임페투스에 의해서 설명되었다. 그 예를 들면 대포에서 발사되는 쇠공의 포물선 운동이 있다. 대포로부터 발사되면서 부여받는 임페투스에 의해서 운동한다는 것이다. 쇠공의 임페투스는 쇠공으로 하여금 포물선의 궤적을 그리면서 그 운동을 계속하도록 도와준다. 이와 같이 임페투스는 물체의 운동을 일으키는 원인이자 운동을 하면 존재하는 무언가로서 생각된다. 또한 아리스토텔레스의 이론에서는 찾아볼 수 없는 충돌이라는 개념도 이 설명에서 알 수 있다. 그러나 이러한 뷔리당의 임페투스를 이용한 설명은 이후 르네상스 시기의 과학에 의해 무너지게 된다.

### 임페투스 이후 르네상스 과학
16, 17세기 과학혁명을 대표하는 아이작 뉴턴이 프린키피아를 펴면서 대부분의 역학 개념이 정립되게 된다. 임페투스가 발전한 14세기와 뉴턴의 시기 사이에 르네상스의 과학이 꽃피어 나름대로 역학의 발전을 꾀했다. 특히 돋보였던 것은 갈릴레오 갈릴레이의 업적인데, 지동설로 대표되는 그의 업적에는 관성, 상대속도와 같은 역학적 개념도 포함되어 있다. 그가 역학적 개념을 설명할 때 사용했던 수식은 비례식인데, 그 이유는 당시에 물리량을 곱한다는 개념이 잘 세워진 것이 아니기 때문이다. 이러한 그의 업적은 이후 뉴턴과 같은 과학자들이 자신의 이론을 수식적으로 정리하는데 기원이 되었다. 또한 르네상스 때 과학적 사유가 발달하게 되면서 천동설과 같이 과학적 증거와 일치하지 않는 이론들은 공격받기 마련이었다. 이에 따라서 임페투스도 르네상스 시기에 활동했던 지식인들의 공격을 피할 수 없었다. 르네상스 과학자들의 의심을 피하기에는 임페투스에는 너무나 큰 논리적 허점이 숨겨져 있었다. 자신의 허점이 노출됨에 따라 결국 물체의 운동을 설명한 새로운 방식이었던 임페투스도 역사 속으로 자취를 감추고 만다.

## 임페투스의 의미

### 운동량과의 비교
임페투스와 운동량의 수식적인 의미는 (질량)x(속도)로 동일하다. 그러나 그 속에 담긴 물리적 정의와 의미는 크게 다르다. 근대에 이르러 운동변화의 원인은 힘이라는 것이 밝혀졌지만 그 이전에는 임페투스가 운동의 근원이라고 생각되었다. 반면 현대적인 의미의 임페투스, 즉 운동량은 물체의 운동상태를 가리키는 값의 한 종류일 뿐이다. 운동량은 물체의 운동방향과 질량, 속력을 나타내어 어떤 물체가 어떠한 형태의 운동을 하는지에 대한 종합적인 정보를 내포하고 있다. 이와 같이 물리학에서는 수식적인 형태가 같더라도 그에 대한 해석은 전혀 다르게 나올 수 있다.

## 낙하운동에서의 임페투스

### 뷔리당의 낙하운동
뷔리당은 다음과 같은 물음을 던졌다. '임페투스를 가정하는 경우 왜 무거운 물체가 가벼운 물체보다 빨리 떨어지는 것일까?'
뷔리당은 물질의 기본 단위로 기본 입자를 가정했다. 이때 실제 물체는 기본 입자들의 결합체이므로 물체의 물질량은 기본입자들의 수에 의해 결정된다. 기본입자의 물질량이 m이라면 N개의 기본입자로 형성된 물체의 물질량은 N*m이다. 물체가 더 많은 물질량을 가질수록 더 많은 임페투스를 받아들이고 더 많은 임페투스를 받아들일수록 물체의 운동속도는 빨라진다. 따라서 무거운 물체가 가벼운 물체보다 수직 아래 방향으로 빨리 가속되어 지표면에 일찍 도달하는 것이다. 이러한 뷔리당의 설명방식으로부터 이 당시의 임페투스는 물질량과 속도에 관련된 값, 즉 (물질량)×(속도)와 같이 생각되는 개념이라고 추정된다. 다만, 이 당시에는 물리량 간 곱셈의 개념이 존재하지 않아서 수식적인 해석은 존재하지 않았다.

### 뷔리당의 사유의 한계
뷔리당의 임페투스 역학은 당대와 후대의 사람들로 하려금 다음과 같은 질문들을 던지게 했다.
1. 물체가 기본 입자로 이루어져 있다면 기본입자들은 어떻게 물체의 정지와 운동 도중에 물체의 형태를 유지할 수 있을까?
2. 왜 천체와 일반 물체는 서로 다른 운동 법칙을 가지는가? 왜 신은 천체에 적용되는 자연법칙과 일반 물체에 적용되는 임페투스를 따로 만들었는가? 신이 전지전능하다면 모든 자연법칙은 모든 곳에서 성립해야 하지 않는가?[3]

르네상스 범신론자인 죠르다노 브루노와 길버트 등은 이런 의문을 갖고 임페투스 역학이 거짓임을 보이려고 한다. 이런 노력과 함께 17세기 기계론이 등장하면서 임페투스 역학은 사장된다.

## 아리스토텔레스의 목적론과 데카르트의 기계론
세상을 보는 두가지 시각으로는 기계론적 세계관과 목적론적 세계관이 있다.
목적론적 세계관
이원론을 주장한 플라톤에 비해 아리스토텔레스는 다원론자였다. 그는 모든 사물은 질료인, 형상인, 운동인, 목적인의 네 가지 범주로 분석할 수 있다고 보았다. 질료인은 사물을 만드는 재료이고 형상인은 질료인으로 사물을 만들때 모범이 되는 모델이며 운동인은 변화를 가져오게 하는 실제적 힘이고 목적인은 그 사물의 궁극적 목적이다. 그는 모든 사물에는 목적이 있으며 따라서 자연은 목적에 따라 움직이는 목적론적 체계라고 보았다. 이 체계 내에서 모든 실체는 자신의 본질에 의해 허용된 한계 내에서 완전을 위해 노력한다. 즉 목적론적 세계관은 세계가 가만히 있는 것이 아니라 어떤 목적을 향해 끊임없이 나아가고 있다는 것이다. 이 체계가 작용하기 위해서는 모든 만물이 공통으로 지향하는 목적으로서의 완전이 실제로 존재해야 하는데, 그 실체를 "원동자"라고 불렀다. 정리하면 목적론은 세계가 가만히 있는 것이 아니라 어떤 목적을 향해 방향성을 끊임없이 나아가고 있다고 보는 세계관이다.
기계론적 세계관
목적론과 대립되는 개념으로 하느님이 세계를 창조하였을 당시 지니고 있던 목적을 알 수 있다고 생각하거나 사물이 인간을 위해서만 존재한다는 생각을 배제하고, 세계의 모든 과정이 필연적이고도 자연적인 인과법칙에 따라 생긴다고 생각하는 이론이다. 기계는 예외가 없고 단순하며 정확하다. 이런 기계적 작용을 온 세상의 사건에 적용시키려는 것이 기계론의 입장이다. 기계론에서 모든 만물은 인과관계에 의해 연관되어 있다. 즉 모든 결과는 원인이 있기 때문에 생겨난다는 것이다.

## 같이 보기
- 운동량
- 힘